# برنامه درسی
مطالعات برنامهٔ درسی به شناخت، پیش‌بینی، سازماندهی و شکل‌دادن فعالیت‌های آموزشی و پرورشی در حیطهٔ یادگیری یادگیرندگان گفته می‌شود. فهم برنامه درسی شاخه‌ای از علوم تربیتی است. برنامه‌ریزی درسی یکی از مهم‌ترین شاخه‌های مطالعات برنامه درسی است که به «تدوین، اجرا و ارزشیابی» برنامه درسی می‌پردازد.

## تعاریف برنامه‌ریزی درسی
برنامه‌ریزی درسی در میان عامه مردم و دانش‌آموزان و دانشجویان، بیشتر به معنای تعیین برنامه‌ای زمانی برای خواندن دروس و کتاب‌هاست که به‌طور کلی با مفهوم علمی برنامه‌ریزی درسی متفاوت است.
تعریف واحدی از برنامهٔ درسی در میان صاحب‌نظران این علم وجود ندارد و هر کس بنا به تفکرات خود، تعریفی از برنامه‌ریزی درسی ارائه داده‌است. به‌طور کلی نگرش‌های اساسی به برنامه‌ریزی درسی به چند شاخهٔ رشد فرایندهای ذهنی و عقلی، منطق‌گرایی علمی، تحقق خود، و تطابق و بازسازی اجتماعی قابل تقسیم است.
در زبان انگلیسی از برنامه‌ریزی درسی بیشتر با عنوان برنامهٔ درسی (به انگلیسی: Curriculum) یاد می‌شود. برخی تعاریف برنامهٔ درسی از دیدگاه اندیشمندان غربی:
«برنامهٔ درسی، شامل کلیهٔ تجربه‌ها، مطالعه‌ها، بحث‌ها، فعالیت‌های گروهی و فردی و سایر اعمالی است که فراگیر تحت سرپرستی و راهنمایی مدرسه انجام می‌دهد.»
«برنامهٔ آموزشی نقشه‌ای است که در آن فرصت‌های مناسب یادگیری برای رسیدن به هدف‌های کلی و جزئی مربوط که برای دانش‌آموزان و مدارس در نظر گرفته شده‌اند.»
در یک مقالهٔ سال ۲۰۰۷، ویلیام پاینار برنامه درسی را این‌گونه تعریف کرده‌است: «محل اندیشه‌ورزی که در آن افراد برای تعریف خود و جهان کوشش می‌کنند». این کوشش که پاینار به آن اشاره دارد مربوط به شرح حال خود و نهادهاست که بسیار پیچیده می‌باشد و نیز نسل‌های جدید که با جهانی متغیر مواجه‌اند که معمولاً به سختی توسط پیشینیان‌شان قابل تصور بوده‌است.
گرچه تفکر و نوآوری برنامه درسی همواره در تعلیم و تربیت غرب وجود داشته‌است، برنامه درسی تا دهه ۱۹۲۰، عملاً به صورت یک رشته تحصیلی در نیامد. نخستین کتاب جامع دربارهٔ برنامه درسی در سال ۱۹۱۸ توسط فرانکلین بایت نوشته شد که استاد مدیریت آموزشی دانشگاه شیکاگو بود. او برای اولین بار نظام بازنگری گسترده سیستم شهری را در سال ۱۹۲۰ رهبری کرد. در حالی که اصلاح برنامه درسی قبلاً به صورت یخش به بخش انجام می‌گرفت، بایت با اصلاح و بازنگری برنامه درسی کلیه مقاطع و موضوعات درسی بر یک مبنای واحد، گامی به جلو نهاد. برنامه درسی پست مدرنیسم، پست مدرنیسم به صورت‌های مختلفی مانند پسانوگرایی، پسامدرنیسم، فرامدرنیسم، فرانوگرایی، پسا تجددگرایی، پسا مدرنیته و … ترجمه شده‌است.
پست مدرنیسم یک جریان فلسفی، یک نیروی فرهنگی و یک چارچوب ذهنی است که گزینش‌گرایی، ابهام، عدم قطعیت، پیچیدگی، چندفرهنگ‌گرایی و اشکال متعدد درک و فهم از جهان و متون را مورد تأکید قرار می‌دهند.

## ماهیت مطالعات برنامه درسی
مطالعات برنامه درسی به‌طور سنتی با نظریه و عمل در حوزه تعلیم و تربیت گره خورده‌است. بررسی وضعیت رشته مطالعات برنامه درسی در ایران و جهان نشان می‌دهد که فاصله میان متخصصان حوزه برنامه درسی و تصمیم‌گیران و مجریان این برنامه‌ها، به‌طور قابل توجهی افزایش یافته‌است. عملاً در سطح بین‌المللی عقب‌نشینی از مدارس در قالب جنبش نوفهم‌گرایی، خودخواسته بوده درحالیکه در ایران این فاصله دگر خواسته و بنا به محدودیت‌های موجود شکل گرفته‌است و پدیده متخصصان برنامه درسی در تبعید را نشان می‌دهد. عملاً به واسطه چنین انسدادی و عدم ارتباط بین رشته و سرزمین مادری (خصوصاً در ایران)؛ رشته در وضعیتی قرار گرفته که فاقد سرزمینی همانند بسیاری از حوزه‌های بین رشته‌ای و حرفه‌ای است. این بی‌سرزمینی اگر چه نیازمند اقدامات نقادانه و به چالش کشیدن عوامل ایجاد کننده این وضعیت و تلاش برای گشودن درهای بسته به روی متخصصان و دانش‌آموختگان این رشته‌است؛ اما در عین حال فرصتی برای جستجوی بسترهای جدید برای رشته در عرصه‌های دیگر حیات بشری به غیر از نظام آموزشی را فراروی ما قرار می‌دهد.

## برنامه درسی پست مدرنیسم در عصر جدید
برنامه‌ریزی درسی دوره پست مدرن بر گفتمان‌هایی تأکید دارد که درک فرهنگی، تاریخی، سیاسی، بوم‌شناسی، زیبایی‌شناسی، زبانی و تأثیر خود شرح حال نویسی برنامه درسی بر موقعیت انسان، ساختارهای اجتماعی و محیط زیست را ارتقاء بخشد نه بر برنامه ریزی، طراحی، اجرا، ارزشیابی غیر متنی و رویدادهای بی‌ارزش و اطلاعات جزئی و سطحی برنامه درسی باید به دنبال نوعی تربیت تحولی باشد که باعث شود معلمان و دانش آموزان در یک سفر اکتشافی و امیدواری به کشف، به بررسی مسائل بپردازند.

### رابطه فلسفه و آموزش در دنیای پست مدرنیسم
فلسفه‌های آموزش و پرورش اغلب به زبانی غیرقابل فهم به دانشجویان ارائه می‌شوند و فیلسوفان آموزش و پرورش اغلب بخش فلسفه و آموزش را باهم قبول ندارند در حالی که ماکسی نتیجه می‌گیرد که فلسفه، آموزش و رهبری در مکتب پست مدرن تفکیک نمی‌شوند. فلسفه آموزش و پرورش باید فراتر از دوگانگی فلسفه و آموزش در تلفیق التقاطی باشد و در صورت رهبری فعال و قابل توجه، هردو ادغام و مورد ستایش قرار می‌گیرند.
برنامه درسی گفت‌وگوهای پیچیده فرهنگی در مورد تجربه‌های آموزشی است.

## برنامه‌ریزی درسی در ایران
در ایران، برنامه‌ریزی درسی در سطوح تحصیلی آموزش عمومی (ابتدایی، راهنمایی و متوسطه) به صورت متمرکز بر عهدهٔ وزارت آموزش و پرورش و مشخصاً سازمان پژوهش و برنامه‌ریزی آموزشی است و آموزگاران ملزمند تنها از یک کتاب درسی مشخص و واحد برای تدریس استفاده کنند.
در سطح تحصیلات عالی و دانشگاه نیز سرفصل دروس توسط شورای انقلاب فرهنگی و وزارت علوم، تحقیقات و فناوری بایه می‌شود اما استادان در تعیین کتاب درسی یا ارائه مطالب درسی به هر گونه‌ای آزاد هستند.

## طرح درس معلمین در مدارس ایران
طرح درس نوعی برنامه‌ریزی برای معلمین به‌شمار می‌رود که روند تدریس را به شکل مدون برای یک بازهٔ تحصیلی در مدرسه مشخص می‌کند طرح درس می‌تواند به شکل کوتاه‌مدت یا بلندمدت تهیه شود که نوع کوتاه‌مدت آن برای برنامهٔ تدریس روزانه یا جلسه‌ای است و طرح درس بلندمدت، برنامهٔ تدریس یک سال یا نیم‌سال تحصیلی را مشخص می‌کند.

## برنامه سالانه و تقویم اجرایی مدرسه در ایران
برنامه سالانه و تقویم اجرایی برنامه‌ای می‌باشد که همه ساله توسط آموزش و پرورش به مدارس ابتدایی، متوسطه برای نظم‌دهی و شکل‌دهی بر اساس سند تحول بنیادین آموزش و پرورش، برنامه طرح تدبیر و برنامه طرح تعالی ابلاغ می‌شود. در این برنامه از مدیران و معاونان خواسته می‌شود برنامهٔ سال تحصیلی مدرسه را بر اساس چهارچوب‌های ابلاغی تدوین نمایند.

## تمرکز و عدم تمرکز
یکی از موضوعات اساسی در برنامه‌ریزی درسی، میزان تمرکز یا عدم تمرکز برنامه درسی است. میزان تمرکز برنامه درسی به صورت طیفی است که یک سر آن تمرکزگرایی مطلق و سوی دیگر آن عدم تمرکز کامل است. البته این دو حالت ممکن نیستند و برنامه‌های درسی کشورهای مختلف در حالتی بین این دو وضع است. در تمرکز مطلق که ممکن است در سطوح متفاوت سیاسی، اقتصادی، مدیریتی، آموزشی و نظایر آن وجود داشته باشد، تمام اختیارات در دست حکومت مرکزی است و هیچ گونه حق تصمیم‌گیری به واحدهای موسسه‌ای پایین‌تر داده نمی‌شود و همگی مجری سیاست‌های حکومت مرکزی هستند. در سر دیگر طیف، یعنی در عدم تمرکز مطلق، حکومت مرکزی تمام اختیارات را به واحدهای موسسه‌ای پایین‌تر واگذار می‌کند.